# Teatro Campesino
Teatro campesino se llama tanto al modelo teatral como al grupo de teatro callejero que, nacido en 1965 como guerrilla pacífica en la huelga de agricultores mexicanos en California, evolucionó a partir de 1970 hacia planteamientos profesionales y contenidos religiosos, nacionalistas y político-humanitarios. Su líder, desde su creación, fue Luis Váldez. Como estilo de teatro funde claves populares de la tradición cultural mexicana con elementos de la Commedia dell'Arte, renovados con técnicas de la dramaturgia del siglo XX como las piezas didácticas de Brecht y los planteamientos y experiencias del agit-prop de Erwin Piscator y de grupos como la San Francisco Mime Group. Se incluye dentro del llamado teatro chicano, con el que en ocasiones se identifica creando cierta confusión.

## Origen histórico
Las primeras representaciones de los piquetes de teatro campesino organizados por Luis Valdez tienen como escenario los viñedos californianos del Valle de San Joaquín ("San Joaquín Valley"), en la localidad de Delano. El público y los actores pertenecen al mismo colectivo: los obreros agrícolas al servicio de los grandes propietarios viticultores.
Váldez describe su puesta en escena con estas palabras:

"Cuando empezamos a representar nuestros actos lo hicimos sin una idea preconcebida teatral. Fue una reacción a la realidad; teníamos la necesidad de hablar a los trabajadores en su propio medio. Los apenas cuatro metros de los caminos que separaban los viñedos eran nuestro espacio escénico y la plataforma de un camión el escenario. Mixtificados en piquetes de huelga y cómicos, nuestro objetivo era sacar a los amarillos (obreros chicanos) de los campos, hacerlos abandonar su trabajo. Les convocábamos con los altavoces, cantábamos, pronunciábamos discursos, agitábamos banderolas y todo ello acabó convirtiéndose en una nueva forma de teatro. Era una forma americana de poner en práctica el agit-prop alemán de los años treinta que yo había vivido en mis contactos con la "San Francisco Mime Troupe". Y esa necesidad de sacar a los trabajadores de los campos, nos llevó a idear pequeñas dramatizaciones, colgando en el cuello de los actores letreros y pancartas donde se leía "el patrón", "el amarillo", "el embaucador", "el huelguista"...Esos actos se fueron convirtiendo en sketches, breves cuadros de un cuarto de hora con unos personajes que luego los críticos relacionarían con los mimos de la comedia del arte italiana."
Luis Valdez

El Teatro campesino actuó durante dos años en los caminos, mítines sindicales, e incluso giras por ciudades del Oeste y Sudoeste de Estados Unidos, y el dinero ganado se lo daban al Sindicato.

### Luis Valdez, chicano
Váldez era hijo de obreros agrícolas y creció en los campos de Delano. Había hecho teatro con la "San Francisco Mime Troupe" y acababa de terminar sus estudios en la Universidad de San José, cuando junto con otros obreros creó el embrión de lo que sería denominado "Teatro Campesino". A punto de resolverse, tras cinco años de lucha, el conflicto californiano, Valdez presentó su espectáculo en Europa, como una auténtica revelación, en el Festival de Teatro de Nancy de 1969.

### Evolución del teatro campesino
Con la victoria de los huelguistas, el objetivo del teatro campesino se dirigió a otros conflictos: el racismo, la guerra de Vietnam, la discriminación de la mujer en la sociedad machista, y, en un plano entre la mística ancestral y la poética filosófica, Valdez construyó su propia lectura del conflicto entre mito y religión. Un ejemplo de su trabajo en este último contexto es el boceto de guion para su versión del mito del fin del mundo:

"Un chicano encuentra al ángel Gabriel, que le avisa de que el mundo va a acabar. Tres distanciados toques de trompeta marcarán ese final. Con el primero, que significa el fin la de vida cotidiana, al chicano le ocurren grandes desgracias: se drogan sus hijos, es violada su hija... El segundo toque de trompeta, abre la puerta de lo sobrenatural: demonios y muertos visitan al chicano y se vengan de él... Al tercer trompetazo se anuncia el fin del mundo: el chicano y el universo se descomponen. La última escena muestra al chicano en su cama, rodeado por su familia. Fue una muerte normal. No hubo tal final del mundo".
Teatro campesino de Luis Valdez.

Desde 1972 el Teatro Campesino está integrado en el Centro Campesino Cultural de Fresno, con un teatro profesionalizado y estable, organizando talleres y laboratorios de trabajo social/teatral.

## Obras, modelos, analistas
A comienzo de la década de 1970 podía adquirirse en París una colección de Actos del Teatro Campesino y Luis Valdez, publicados en 1971 por "Cucaracha Press" (Fresno, Califas, Atzlan). El dirigente chicano César Chávez los ha descrito como "interesantes y chistosos, representan la vida del campesino". Algunos de sus significativos títulos son: Las dos caras del patroncito, Los vendidos, La conquista de México, Huelguistas, Vietnam campesino, Soldado raso.
Ricard Salvat, en sus análisis del teatro campesino chicano, descubrió que muchas de sus técnicas elementales y populares eran una versión americana de los lazzi y la temática «a soggetto» de la Commedia dell'Arte, con personajes-arquetipo como "Esquirol", "Patroncito", "Honest Sancho", "Moctezuma", "Coyote", "La Mamá", "La Muerte"... Que han sustituido en el esquema de la commedia a los "Arlequín", "Colombina", "El Doctor" o "Pantaleone". Para otro analista teatral, Frank Jotterand, el principal objetivo del teatro campesino es "la necesidad de que las minorías puedan acceder a la libertad económica sin violencia".
Rebasada la primera década del siglo XXI, el Teatro Campesino cuenta con un repertorio acumulado de casi un centenar de puestas en escena, desde el más puro teatro de calle, hasta el serial radiofónico, pasando por los espectáculos musicales folclóricos, los títeres, los corridos, las pastorelas de fondo sociopolítico y el cine.